# Vivaldi Technologies
Vivaldi Technologies AS — норвезька компанія з розробки програмного забезпечення, найбільш відома завдяки створенню браузера Vivaldi. Штаб-квартира розташована в Осло, Норвегія. Компанія була заснована в 2013 році Йоном фон Течнером і Тацукі Томітою. Течнер був одним із засновників і колишнім генеральним директором компанії програмного забезпечення Opera Software, яка розробила веб-браузер Opera. Близько 20 колишніх співробітників Opera приєдналися до нього у Vivaldi Technologies. У січні 2017 року на підприємстві працювало 35 осіб. Станом на вересень 2021 року в компанії було 54 співробітника.